# Spathius nyctimene
Spathius nyctimene är en stekelart som beskrevs av Nixon 1943. Spathius nyctimene ingår i släktet Spathius och familjen bracksteklar. Inga underarter finns listade i Catalogue of Life.